# Max Lange (Mediziner)

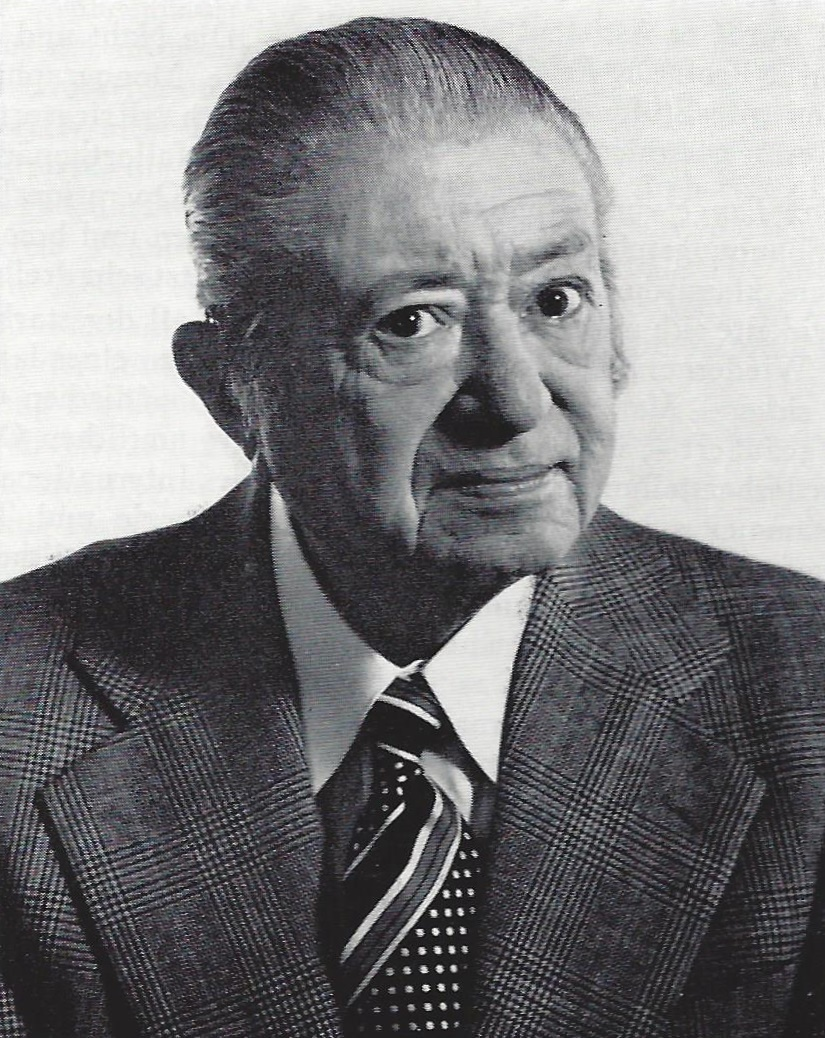
Max Lange

Max Lange (* 28. Juli 1899 in Dessau; † 23. Oktober 1975 in Solln) war ein deutscher Orthopäde und Hochschullehrer. In der Nachkriegszeit in Deutschland gewann er internationales Ansehen.

## Ausbildung
1917 trat Lange als Kriegsfreiwilliger in das Deutsche Heer. Er studierte Medizin an der Universität Jena und der Universität Leipzig. Zur chirurgischen Vorausbildung war er in Leipzig bei Erwin Payr, der ihn mit seinen Gelenkeingriffen begeisterte. 1923 promovierte er in Leipzig zum Dr. med. Ab 1924 durchlief er die orthopädische Ausbildung in der Klinik seines Onkels Fritz Lange. Bei ihm habilitierte er sich 1929. Als Oberarzt und apl. Professor schied er 1937 aus.

„Diese Zeit war für Max Lange von besonderer Bedeutung. Er kam in das Spannungsfeld von Erich Lexer und Fritz Lange. Neben der klassischen Orthopädie, die F. Lange vertrat, entwickelte sich unter dem kraftvollen Chirurgen Lexer die Wiederherstellungs- und plastische Chirurgie. Es ist sicher – Max Lange hat das mir gegenüber persönlich geäußert –, daß er damals schon erkannte, daß die Wiederherstellungschirurgie der Extremitäten und des Stammes zur orthopädischen Chirurgie gehört. Seine ganze Lebensarbeit zeigt, daß er daran nie einen Zweifel gelassen hat und diese Arbeitsgebiete in seiner Klinik, wie seine ehemaligen Mitarbeiter in den ihren, zusammenfaßte. Das ist heute eine Selbstverständlichkeit, war es aber von 1945 bis 1955 nicht. Und so muss die Entwicklung der Nachkriegsorthopädie in Deutschland auch gesehen werden. Besonders betont werden muß aber, daß Max Lange die klassische einschließlich der mechanischen Orthopädie nie vernachlässigte und die Probleme der Rehabilitation außerordentlich ernst nahm.“

## Nationalsozialismus
Nach Inkrafttreten des Gesetzes zur Verhütung erbkranken Nachwuchses des NS-Regimes veröffentlichte Max Lange einen ausführlichen „Ratgeber“ für Ärzte und Erbgesundheitsgerichte. Seine Empfehlungen waren selbst für damalige Verhältnisse extrem. Beispielsweise empfahl er „beseelt vom nationalsozialistischen Geist“ die Sterilisierung von Menschen mit angeborener Hüftluxation (einem gut behandelbaren Leiden) und forderte die Umkehr der Beweislast zulasten der Betroffenen.
Zu Beginn des Zweiten Weltkrieges wurde Lange beauftragt, in der Münchner Hohenzollernstraße ein Nachbehandlungslazarett zu errichten. Da für ihn die Nachbehandlung mit der Wiederherstellungschirurgie begann, wurde das Lazarett (wie später die Klinik in Bad Tölz) „eine der hervorragendsten wiederherstellungschirurgischen Arbeitsstätten“. Im Krieg und danach kamen Besucher aus aller Welt, um die neuen Arbeitsmethoden und die Behandlungserfolge der Klinik zu studieren. Lange gehörte 1944 dem Beirat von Hitlers Begleitarzt Karl Brandt an.

## Nachkriegszeit
Noch in US-amerikanischer Kriegsgefangenschaft stemmte Lange sich in Bad Tölz gegen den rüden Versuch der amerikanischen Militärregierung, das Reservelazarett mit den Schwerverletzten zu räumen. Schließlich drängte sie ihn, das Lazarett zum Krankenhaus für Kriegsversehrte zu machen. Es entstand das Staatliche Versorgungskrankenhaus Bad Tölz mit 600 Betten, eine medizingeschichtliche Leistung. Wie schon im Lazarett seit 1943 war Alfred Nikolaus Witt dabei Langes große Hilfe. Das erste Versorgungskrankenhaus Bayerns wurde „für Jahrzehnte Anlaufpunkt und letzte Hoffnung für Tausende von Schwerstkriegsversehrten“. Trotz der immensen klinischen Arbeit blieb Lange wissenschaftlich tätig und war Herausgeber der Zeitschrift für Orthopädie. Über viele Jahre war er Schriftführer der Deutschen Orthopädengesellschaft. Er begründete das Internationale Jahrbuch für Wiederherstellungschirurgie und Traumatologie und war ein hochangesehenes Mitglied der Société Internationale de Chirurgie Orthopédique et de Traumatologie (SICOT).
Erst als der Aufbau des VKH abgeschlossen war, folgte Lange 1954 dem Ruf der Ludwig-Maximilians-Universität München auf ihren Lehrstuhl für Orthopädie. Als Direktor sorgte er für die bauliche Erweiterung und Modernisierung der Klinik. 1968 wurde er emeritiert. 
Kein Ehrentitel ehrte Lange mehr als „Vater der Kriegsversehrten“. Bei seiner Liebe zum Isarwinkel wurde er am 27. Oktober auf dem Friedhof von Lenggries beigesetzt.

## Rezeption
Langes Urenkelin, die Schriftstellerin Laura Lichtblau, setzt sich in ihrem Roman Sund (2024) mit Langes NS-Vergangenheit auseinander.

## Veröffentlichungen (Auswahl)
- Die Muskelhärten (Myogelosen) - Ihre Entstehung und Heilung. J. F. Lehmanns Verlag, München 1931.
- Erbbiologie der angeborenen Körperfehler. Beilagenheft zur Zeitschrift für orthopädische Chirurgie Bd. 63. Verlag Ferdinand Enke, Stuttgart 1935.
- Die Wirbelgelenke – die röntgenologische Darstellbarkeit ihrer krankhaften Veränderungen und ihre Beziehungen zu den verschiedenen Erkrankungen der Wirbelsäule. Zugleich ein Beitrag zur Pathologie und Klinik der gesamten Wirbelsäule. 2. Auflage. Enke, Stuttgart 1936.
- Der Muskelrheumatismus. Steinkopff, Leipzig/Dresden 1939.
- Orthopädie und Kinderheilkunde. Enke, Stuttgart 1943.
- Kriegsorthopädie. Enke, Stuttgart 1943.
- Unfallorthopädie einschließlich der Spätbehandlung von Kriegsverletzungen. Enke, Stuttgart 1949.
- Grundlagen der Beurteilung von Wirbelsäulenverletzungen und -Erkrankungen. Springer, Berlin 1951.
- Orthopädisch-chirurgische Operationslehre. Bergmann, München 1951; 2. Auflage 1962.
- Die menschliche Hand. Enke, Stuttgart 1956.
- Lehrbuch der Orthopädie und Traumatologie. 3 Bände. Enke, Stuttgart 1967.

## Ehrungen
- Korrespondierendes Mitglied und Ehrenmitglied von 15 nichtdeutschen Fachgesellschaften[11]
- Chairman (1956) und Ehrenmitglied (1958) des International College of Surgeons
- Bayerischer Verdienstorden[11]
- Namensgeber für die Rehaklinik Prof. Max Lange[13] sowie den Prof.-Max-Lange-Platz in Bad Tölz